# 三瘤齒獸科
三瘤齒獸科（學名：Tritylodontidae）又名三列齒獸科，是群體型小至中型、高度特化、極度類似哺乳類的犬齒獸類。三瘤齒獸科可被比喻為中生代的齧齒動物，外表類似現代的水貂、黃鼠狼、水獺、野兔、雪貂。

## 生存年代

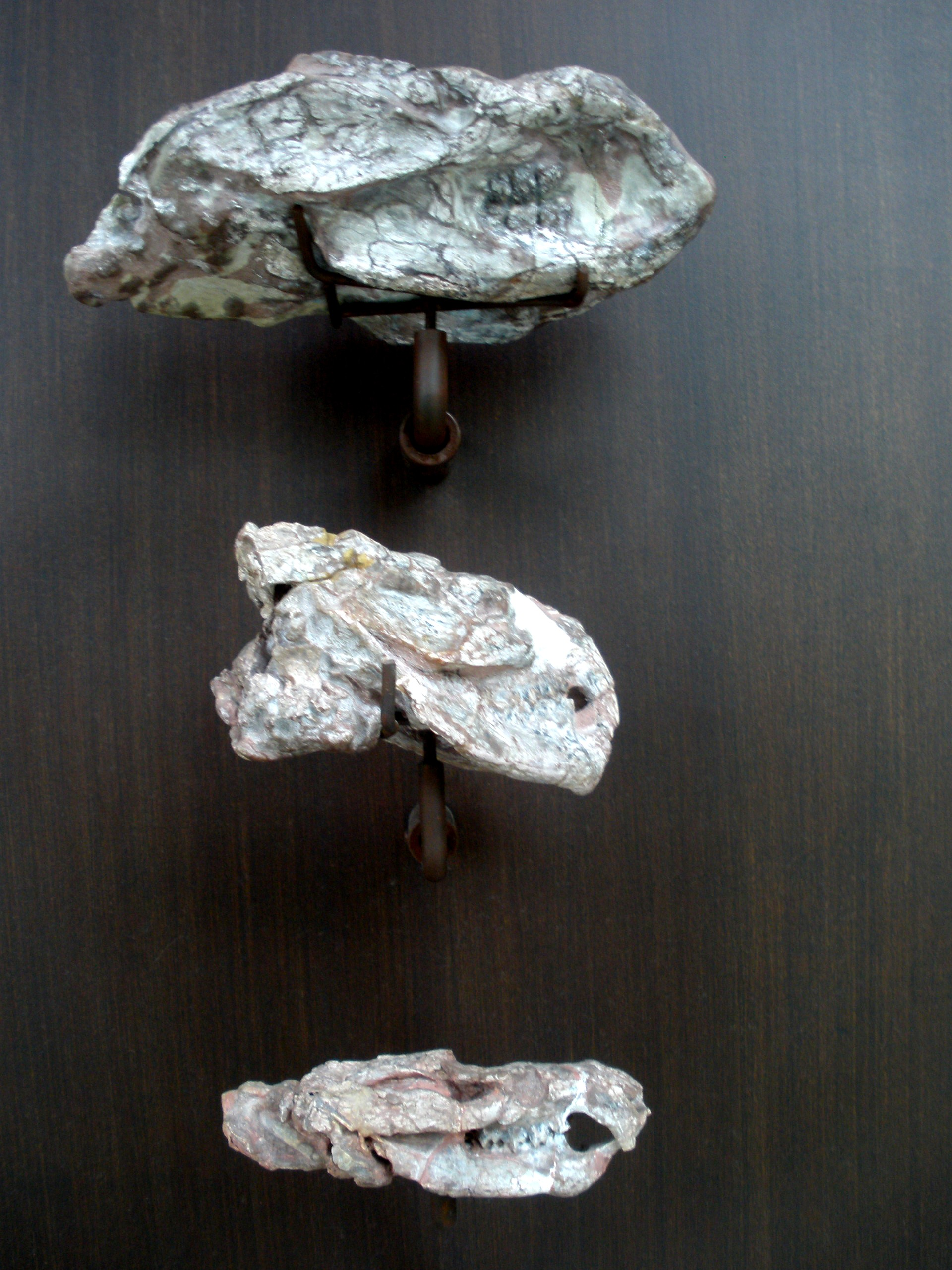
卡岩塔獸的頭顱骨

三瘤齒獸科是非哺乳類合弓動物中最晚出現的一科，是在三疊紀最後一個時期從類似犬頜獸的橫齒獸科（Traversodontidae）演化而來。有些科學家認為哺乳類是從這個演化支演化而來，有些科學家則認為哺乳動物是從三稜齒獸科（Trithelodontidae）演化而來。
三瘤齒獸科的另一特點是牠們是存在最久的非哺乳類合弓動物，牠們出現在三疊紀最後一個時期，經歷過侏儸紀，直到白堊紀中期。這顯示三瘤齒獸科是非常成功的獸孔目動物，在恐龍的競爭下仍存活得很好。似哺乳爬行動物中只有三瘤齒獸科與三稜齒獸科（鼬龍類）存活到侏儸紀，而三瘤齒獸科是唯一存活到侏儸紀晚期的獸孔目動物。
目前仍不清楚三瘤齒獸科為何在白堊紀中期滅絕，可能是因為與牠們的近親哺乳類競爭失利。有些三瘤齒獸類在侏儸紀晚期與白堊紀發展出成草食性動物。三瘤齒獸科的絕種原因也可能是因為新植物群被子植物或開花植物的出現，因為牠們不適應吃這種新型態植物。
Chronoperates也許是個例外，牠們可能是三瘤齒獸類，生存於古新世。如果屬實，那三瘤齒獸科在白堊紀晚期非常稀有且沒有發現，因為這段時間沒有發現任何三瘤齒獸類的化石紀錄。但是，Chronoperates的骨骼非常類似對齒目的骨骼，而對齒目是種哺乳類演化支系。
三瘤齒獸科的化石已在北美、南美、南非、歐洲、東亞發現。

## 特徵

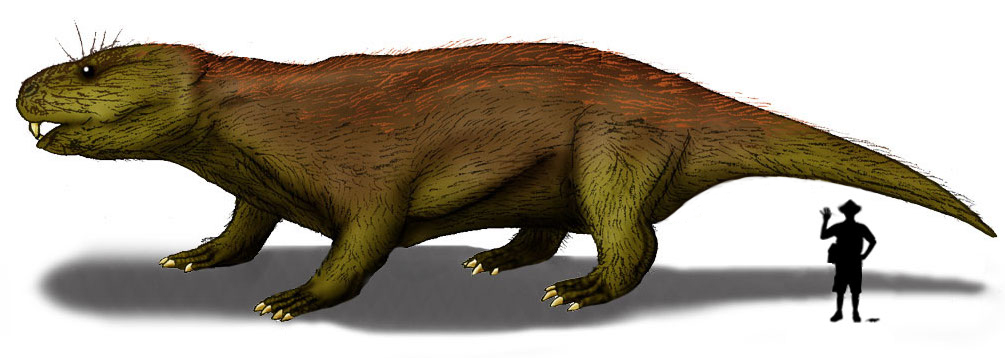
Bocatherium的想像圖

在1800年代，在南非的三疊紀晚期地層首次發現三瘤齒獸類的化石。三瘤齒獸類過去被認為是最早的哺乳動物。例如其中的小駝獸（Oligokyphus），外表類似黃鼠狼或水貂，擁有長而纖細的身體跟尾巴，四肢已演化成筆直地豎立在身體下，如同現今哺乳類。
三瘤齒獸類的頭顱有高而平坦的頂部。頭骨的後方有巨大的顴弓，可供大型頜部肌肉附著。三瘤齒獸類有發展良好的次生顎。三瘤齒獸類的齒列與其他犬齒獸類的齒列不同，牠們沒有犬齒，前面一對門齒較大，類似今日的齧齒目。而更原始的橫齒獸類擁有大型牙縫，分開門齒與方型頰齒。上頜的每個頰齒都有三列齒尖，齒尖之間有溝槽。下巴的牙齒有兩列齒尖，可與上頜牙齒間的溝槽互相咬合。齒尖間的形狀吻合，可讓牙齒在咬合時準確地接觸。三瘤齒獸類可以利用牙齒間磨碎食物，如同現代齧齒動物。牠們的牙齒非常適合將植物撕裂。
三瘤齒獸類可能已發展成溫血動物，而且可能活在洞穴裡，如同今日齧齒動物。牠們的頭顱骨、下頜關節仍由爬行動物的方骨與耳骨構成，但兩個骨頭已經縮小。因為牠們仍保留爬行動物的退化下頜，所以牠們被歸類於似哺乳爬形動物。

## 屬
- 卞氏獸 Bienotherium
- Bienotheroides
- Bocatherium
- 滇中獸 Diazhongia
- Dinnebitodon
- 卡岩塔獸 Kayentatherium
- 祿豐獸 Lufengia
- Montirictus
- 小駝獸 Oligokyphus
- Polistodon
- Shartegodon
- Stereognathus
- 三瘤齒獸 Tritylodon
- Xenocretosuchus
- 袁氏兽 Yuanotherium
- 雲南獸 Yunnanodon